# Arielle Kitio Tsamo
Arielle Kitio Tsamo est une entrepreneure et informaticienne camerounaise née à Yaoundé. Elle est fondatrice de l'entreprise Caysti et de TechWomen Factory 
Elle est lead du NASA Space Apps de Yaoundé 2024 et  Ambassadrice du Next Einstein Forum. Elle a été classée dans Forbes 30 Under 30 Afrique en 2022 et 2018 et lauréate du Prix Margaret 2019 de la Journée de la femme digitale, elle est reconnue comme une actrice majeure de l'écosystème digital et de l'éducation au Cameroun.

## Biographie

### Études
Arielle Kitio nait et grandit à Yaoundé, elle y fait ses études primaires et secondaires notamment dans des écoles publiques. Elle obtient son baccalauréat scientifique avec mention à l'âge de 15 ans au Lycée de Biyem-Assià Yaoundé. Elle rejoint ensuite l'Université de Yaoundé I où elle suit un cursus en informatique. Elle y obtient en 2011 une Licence en Informatique, puis un Master en informatique Option Cloud Computing en codirection entre l’Université de Yaoundé I et l’Institut National Polytechnique de Toulouse en France,. Elle effectue un stage de master à Institut national polytechnique de Toulouse.
En 2015, Arielle crée l'association WIT (Information Technology for Women and Youth) qui a pour but de mettre en lumière des femmes qui se démarquent dans les domaines de science et la technologie et encourager les jeunes filles camerounaises à opter pour les filières scientifiques et technologiques. Elle devient également mentor et coach lors de compétitions internationales organisées au Cameroun, afin d'encourager les filles dans les domaines des STIM (science, technology, engineering and mathématics).
Arielle est depuis 2016 Doctorante en informatique Option Génie Logiciel à l’Université de Yaoundé I. Son sujet de thèse porte sur «La généralisation des plateformes de surveillance épidémiologique à l’aide de l’Ingénierie Dirigée par les Modèles ». Dans le cadre de sa thèse, elle travaille sur la création d’une plateforme de surveillance de la tuberculose et est parallèlement assistante chargée de cours à l’Université de Yaoundé I .

### Caysti
Arielle fonde l'entreprise Caysti (CAmeroon Youth School Tech Incubator),en 2017. Caysti est un centre de formation destinés aux enfants qui a pour but leur initiation à la technologie et la promotion de l'entrepreneuriat numérique,. L'un des principaux produits de l'entreprise est le projet ABC Code, un programme pédagogique qui s'appuie sur un logiciel ludique et intuitif  qui initie les enfants à la programmation informatique. L'outil qui apprend aux enfants à créer des applications numériques, et ce dans leur langue native, le français, le haoussa ou le wolof. Le lancement officiel du logiciel a eu lieu le 18 mai 2018, parrainé par le Ministère des Postes et Télécommunications et le soutien d’Orange Cameroon  et l’Institut Français du Cameroun.
En 2019, elle initie le concours « Coder en langues nationales », qui est un projet international soutenu par l’Organisation internationale de la francophonie, la Mastercard Foundation et l’UNESCO.
Arielle est l'une des codeuses camerounaise les plus connues et est régulièrement appelée la reine du code,. Son organisation a déjà initié plus de 30,000 enfants au codage informatique, à la robotique et à l'intelligence artificielle entre autres.

### Techwomen Factory
En 2022, elle a lancé le programme Techwomen Factory qui vise à faciliter l'accès aux compétences et aux emplois décents des jeunes femmes dans les métiers du numérique (notamment dans les secteurs de la science des données, de l'art numérique et du développement d'applications web/mobile). Ce programme a créé 179 emplois décents pour des jeunes femmes qui ont été recrutées notamment par la GIZ, la Banque Mondiale bureau du Cameroun, l'ONACC...

## Distinctions
Arielle a déjà reçu plusieurs prix et distinctions. Lauréate du programme américain TechWomen en 2016, elle est sélectionnée par la Conférence des Nations Unies sur le Commerce et le Développement  pour participer au Youth Connekt Africa Summit 2017 au Rwanda. Ambassadrice du Next Einstein Forum au Cameroun de 2017  à 2019, elle est classée dans le classement Forbes 30 Under 30 Afrique francophone de 2018. Elle reçoit le Prix Afrique innovante  de la Fondation Norbert Ségard en 2018.
En 2019, elle obtient le prix de l’Innovation dans l’éducation délivré par l’Unesco.
Le 17 avril 2019, il lui est décerné le prestigieux Prix Margaret Afrique dans le cadre de la journée de la femme digitale, aux côtés de Diarata N'Diaye, Julie Davico-Pahin et Rebecca Enonchong Magaret d’honneur.
En 2022 et 2023 elle a été  la représentante officielle du programme du Département d'Etats des Etats Unis TechGirls et depuis 2024, elle est désormais la nouvelle représentante du NASA Space Apps Challenge au Cameroun.